# Kup Hrvatske u odbojci za žene 2012.
Kup Hrvatske u odbojci za žene za 2012. godinu je osvojila Rijeka. 

Kup je igran u jesenskom dijelu sezone 2012./13.

## Rezultati

### 1. kolo
Prve utakmice su igrane 29. i 30. rujna, a uzvrati 3. listopada 2012. 
| klub1                     | klub2                            | 1. ut | 2. ut |
| ------------------------- | -------------------------------- | ----- | ----- |
| Cestorad Vinkovci         | Rijaka                           | 1:3   | 0:3   |
| Dubrovnik                 | Split 1700                       | 0:3   | 1:3   |
| Osijek                    | Vukovar                          | 3:1   | 1:3   |
| Zagreb                    | Mladost Zagreb                   | 1:3   | 0:3   |
| Kaštela DC (Kaštel Stari) | OTP Banka Pula                   | 3:1   | 3:2   |
| Rovinj                    | Marina Kaštela (Kaštel Gomilica) | 0:3   | 0:3   |
| Kostrena                  | Azena Velika Gorica              | 0:3   | 0:3   |

### Četvrtzavršnica
| klub1                            | klub2          | 1. ut | 2. ut |
| -------------------------------- | -------------- | ----- | ----- |
| Marina Kaštela (Kaštel Gomilica) | Rijeka         | 1:3   | 0:3   |
| Poreč                            | Split 1700     | 3:0   | 3:1   |
| Azena Velika Gorica              | Osijek         | 3:0   | 3:0   |
| Kaštela DC (Kaštel Stari)        | Mladost Zagreb | 0:3   | 3:0   |

### Završni turnir
Igrano 21. i 22. prosinca 2012. u Rovinju u dvorani SD Valbruna.
| klub1         | rez.          | klub2               |
| poluzavršnica | poluzavršnica | poluzavršnica       |
| ------------- | ------------- | ------------------- |
| Rijeka        | 3:0           | Mladost Zagreb      |
| Poreč         | 1:3           | Azena Velika Gorica |
|               |               |                     |
| za 3. mjesto  |               |                     |
| Poreč         | 1:3           | Mladost Zagreb      |
|               |               |                     |
| za pobjednika |               |                     |
| Rijeka        | 3:0           | Azena Velika Gorica |